# Sport-Gymnasium Davos
Das Sport-Gymnasium Davos ist eine Sportschule in Davos im Schweizer Kanton Graubünden.

## Geschichte
Die Idee zur Einrichtung einer Sportschule in Davos geht auf den Direktor des Kur- und Verkehrvereins Davos, Bruno Gerber, zurück, der auf dem Weltwirtschaftsforum im Jahr 1986 diesbezüglich Kontakte aufbaute und sich über ähnliche Einrichtungen in Deutschland und Schweden informierte. Ein Arbeitskreis beschäftigte sich mit dem Thema, stellte ein Konzept auf und setzte sich mit Sportverbänden sowie politischen Entscheidungsträgern, darunter der Gemeinde Davos sowie des Kantons Graubünden in Verbindung. 1990 wurde das Projekt Sportmittelschule Davos an den Kanton sowie die Gemeinde, 1991 dann auch an den Bundesrat übergeben.
1995 stimmte der Grosse Landrat für die Errichtung des Schulinstituts SSGD (Schweizerisches Sport-Gymnasium Davos). Als schwierig erwies sich die Gewinnung von Unternehmen zur finanziellen Unterstützung des Vorhabens. 1996 wurden fünf Hauptsponsoren gefunden, die sich bereit erklärten, 100 000 Franken pro Jahr für den Schulbetrieb zu geben. Der Schul- und der Stiftungsrat tagten erstmals im November 1996 in Zürich. Die wichtigste Entscheidung betraf den Termin für die Aufnahme des Schulbetriebs. Hierfür wurde der August 1997 ausgewählt. Bruno Gerber wurde Vorsitzender des Schul- und des Stiftungsrates, als sein Stellvertreter wurde Peter Bieler eingesetzt.
Der Betrieb der Schule wurde am 18. August 1997 eröffnet. 36 Schüler aufgeteilt in drei Klassen bildeten den ersten Jahrgang. Im Juli 2010 verliessen die ersten Absolventen die Schule. Es besteht die Möglichkeit, das Wirtschaftsgymnasium oder die Handelsmittelschule abzuschliessen. Im Dezember 2004 wurde die Schule als Olympische Sportschule der Schweiz anerkannt. Im November 2005 übernahm Fredi Pargätzi das Amt des Vorsitzenden des Schul- und Stiftungsrates vom im Mai 2005 verstorbenen Bruno Gerber.
2006 wurde die Schule vom Schweizer Skiverband mit der Bezeichnung Nationales Leistungszentrum versehen. 2010 erfolgte die Umbenennung von Schweizerisches Sport-Gymnasium Davos in Stiftung Sport-Gymnasium Davos. Im November 2016 trat Christian Hew die Nachfolge Pargätzis als Vorsitzender des Schul- und Stiftungsrates an. 2017 wurden in neun Klassen 135 Schüler unterrichtet.

## Bekannte ehemalige Schüler (Auswahl)

### Eishockey
- Daniel Boss
- Beat Forster (* 1983)
- Jonas Hiller (* 1982)
- Tino Kessler (* 1996)
- Raeto Raffainer (* 1982)
- Gilles Senn (* 1996)

### Golf
- Fabienne In-Albon

### Ski Alpin
- Marc Berthod (* 1983)
- Sandra Gini (* 1982)
- Sandro Simonet (* 1995)
- Ralph Weber (* 1993)
- Tamara Wolf (* 1985)

### Ski Cross
- Talina Gantenbein

### Ski Nordisch
- Laurien van der Graaff (* 1987)

### Snowboard
- David Hablützel (* 1996)
- Markus Keller (* 1982)
- Rafael Kreienbühl
- Iouri Podladtchikov (* 1988)
- Nadja Purtschert (* 1989)